# Islandais (peuple)
Pour les articles homonymes, voir Islandais (homonymie).
- Jóhanna Guðrún Jónsdóttir
- Jón Sigurðsson
- Egill Skallagrímsson
- Davíð Oddsson

- Jónas Hallgrímsson
- Björk
- Arngrímur Jónsson
- Erik le Rouge

- Jóhanna Vala Jónsdóttir
- Alexandra Ívarsdóttir
- Ólafur Ragnar Grímsson
- Jóhanna Sigurðardóttir

Les Islandais (en islandais : Íslendingar) sont un groupe ethnique originaire de l'Islande et issus de divers peuples germaniques dont principalement des Scandinaves et en moindre mesure des Irlandais, des Écossais et des Allemands.
Les Islandais vivent principalement en Islande où ils constituent la très grande majorité de la population avec une diaspora de quelques dizaines de milliers de personnes dans le monde, principalement au Canada et en Europe du Nord.

## Culture

### Religion
D'abord adeptes du paganisme germanique, les Islandais adoptent la religion chrétienne vers l'an mille. Lors de la Réforme, l'île devient majoritairement protestante. Aujourd'hui, près de 91 % de la population est luthérienne. Il existe aussi de petites communautés catholiques romaines et néo-païenne.

### Langue
L'islandais est une langue de la famille des langues germaniques septentrionales qui est la langue officielle de l'Islande. Elle a pour origine le vieux norrois, langue des Vikings de l'époque médiévale.